# Naziha al-Dulaimi
Naziha Jawdet Ashgah al-Dulaimi (Bagdad, 1923 - Herdecke, 9 d'octubre del 2007) fou una pionera del moviment feminista iraquià, cofundadora i primera presidenta de la Lliga de Dones Iraquianes, primera ministra de la història moderna de l'Iraq, i primera ministra de gabinet en el món àrab.

## Biografia
Al-Dulaimi, l'avi del qual havia deixat al-Mahmudia (entre Bagdad i Babilònia) i s'havia instal·lat a Bagdad a la fi del segle XIX, nasqué al 1923. Va estudiar medicina en el Royal College of Medicine (després adscrit a la Universitat de Bagdad). Era una de les poques estudiants femenines de la Facultat de Medicina. En aquest temps es va unir a la Societat de Dones per a Combatre el Feixisme i el Nazisme i hi participà activament. Quan canvià de nom pel d'Associació de Dones Iraquianes en formà part del comité executiu.
El 1941 es llicencià com a metgessa. Fou assignada a l'Hospital Reial de Bagdad, i després traslladada a l'Hospital d'Al-Karkh. En aquest període va ser sotmesa a l'aparell de seguretat de la monarquia, a causa de la seua simpatia pels pobres i el tractament mèdic gratuït que els oferia en la seua clínica del districte de Shawakah. Traslladada a Silêmanî (al Kurdistan), la seua clínica esdevingué de nou un refugi per a pacients indigents que rebien el seu suport debades. D'ací la tornaren a traslladar a altres ciutats (Kerbala, Umarah).
El 1948 entrà en el Partit Comunista Iraquià (ICP), que en aquest temps s'oposava a la monarquia governant. Al gener del 1948, participà en l'alçament popular "al-Wathbah" contra el Tractat colonialista de Portsmouth, i en altres lluites.
En 1952 va escriure The Iraqi Woman (La dona iraquiana), en què parlava sobre les dones llauradores (al-fallahin), privades de tots els drets, per la repressió masclista i l'opressió de classe. També va escriure sobre dones amb un estatus material més alt, però també tractades pels hòmens com la seua propietat, sense drets.
Va intentar reactivar l'Associació de Dones Iraquianes i, amb el suport d'altres feministes, sol·licità a les autoritats la creació d'una Women's Liberation Society. La sol·licitud va ser rebutjada. En resposta, algunes de les signants van decidir seguir endavant i crear aquesta organització de tota manera, clandestinament, i li canviaren el nom a League for Defending Iraqi Woman's Rights, el 10 de març del 1952. Entre els objectius de la Lliga eren:
- La lluita per l'alliberament nacional i la pau mundial;
- La defensa dels drets de les dones iraquianes;
- La protecció dels xiquets iraquians.

Amb la participació activa de Naziha en la lliga (Iraqi Women's League), durant els anys següents es va convertir en una organització de masses després de la Revolució del 14 de juliol. Amb més de 42.000 membres (en una població total llavors 8 milions), va aconseguir molts avanços per a les dones iraquianes, en concret la progressista Llei Núm. 188 sobre l'estat personal (1959).
En reconeixement seu, la Lliga de les Dones Iraquianes es va convertir en membre del Secretariat de la Federació Internacional de Dones. Fou triada representant de l'assemblea i de l'executiva de la Federació, i després vicepresidenta d'aquesta organització internacional. Fou una destacada figura arreu del món, així com del món àrab.
Durant la dècada dels 1950, participà en el Moviment per la Pau Iraquiana, i formava part del comité per a la conferència Partisans per la Pau que es feu a Bagdad el 25 de juliol del 1954. També era membre del Consell Mundial per la Pau.
En la dècada dels 1950 investigà per erradicar el bacteri autòcton de la sífilis endèmica del sud de l'Iraq.
Després que la monarquia fos enderrocada, fou elegida pel president Abd al-Karim Qasim ministra d'Ajuntaments en el gabinet del 1959 com a única representant del ICP del govern republicà. Fou la primera ministra en la història moderna de l'Iraq, i la primera ministra del gabinet del món àrab. Després seria ministra d'Estat en una formació posterior del gabinet.
En el govern, al-Dulaimi va tenir un paper decisiu per convertir els barris marginals de l'est de Bagdad en un enorme projecte d'obres públiques i habitatges que s'anomenà Thawra (Revolució) City —ara Sadr City. També ajudà a redactar la Llei d'Assumptes Civils de 1959, que s'avançava al seu temps en la liberalització de les lleis de matrimoni i herència en benefici de les dones.
A causa de les seues activitats en el Partit Comunista i en el moviment nacionalista, Naziha va patir una repressió considerable en diversos períodes. Hagué d'exiliar-se diverses vegades.
Naziha va ocupar una posició de dirigent en el partit i en formava part del Comité Central. A la fi de la dècada dels 1970, quan els governants es preparava per a llançar la seua campanya sagnant contra el Partit Comunista Iraquià, ella era membre del Secretariat del Comité Central.
Durant els anys d'exili, va jugar una funció prominent en la direcció del Comité per la Defensa de les Persones Iraquianes, creat després del cop d'esquerres del 8 de febrer del 1963. El comité l'encapçalava el poeta iraquià Muhammad Mahdi Al-Jawahiri. Fins i tot durant la dècada dels 1990, quan ja era una anciana, no deixà el moviment de dones, particularment la Lliga de les Dones Iraquianes. El darrer acte important en què participà fou en un seminari sobre la situació de les dones iraquianes realitzat el 1999 a Colònia (Alemanya).
Participà en els preparatius del 5é Congrés de la Lliga de les Dones Iraquianes, però abans que es convocàs (al març del 2002) va patir un vessament cerebral que la va paralitzar.
Va morir el 9 d'octubre del 2007 a Herdecke als 84 anys.